# Rudolftelep
Rudolftelep ist eine Gemeinde im Komitat Borsod-Abaúj-Zemplén.

## Geografische Lage
Rudolftelep liegt im Norden Ungarns, 27 km nördlich von Miskolc entfernt.

## Bildung
In der Gemeinde gibt es eine Grundschule (Nyárády András Általános Iskola) und einen Kindergarten. 

## Sehenswürdigkeiten
Auf dem Gelände der Schule befindet sich eine öffentliche Sternwarte, die nach dem örtlichen Astronomen János Pozsgai benannt ist. Sie war bereits in den 1970er/1980er Jahren in Betrieb, wurde später geschlossen, saniert und 2015 wiedereröffnet. In der Regel wird dort samstags ein Programm für Besucher angeboten.
2002 wurde eine ökumenische Kirche in Rudolftelep eingeweiht.

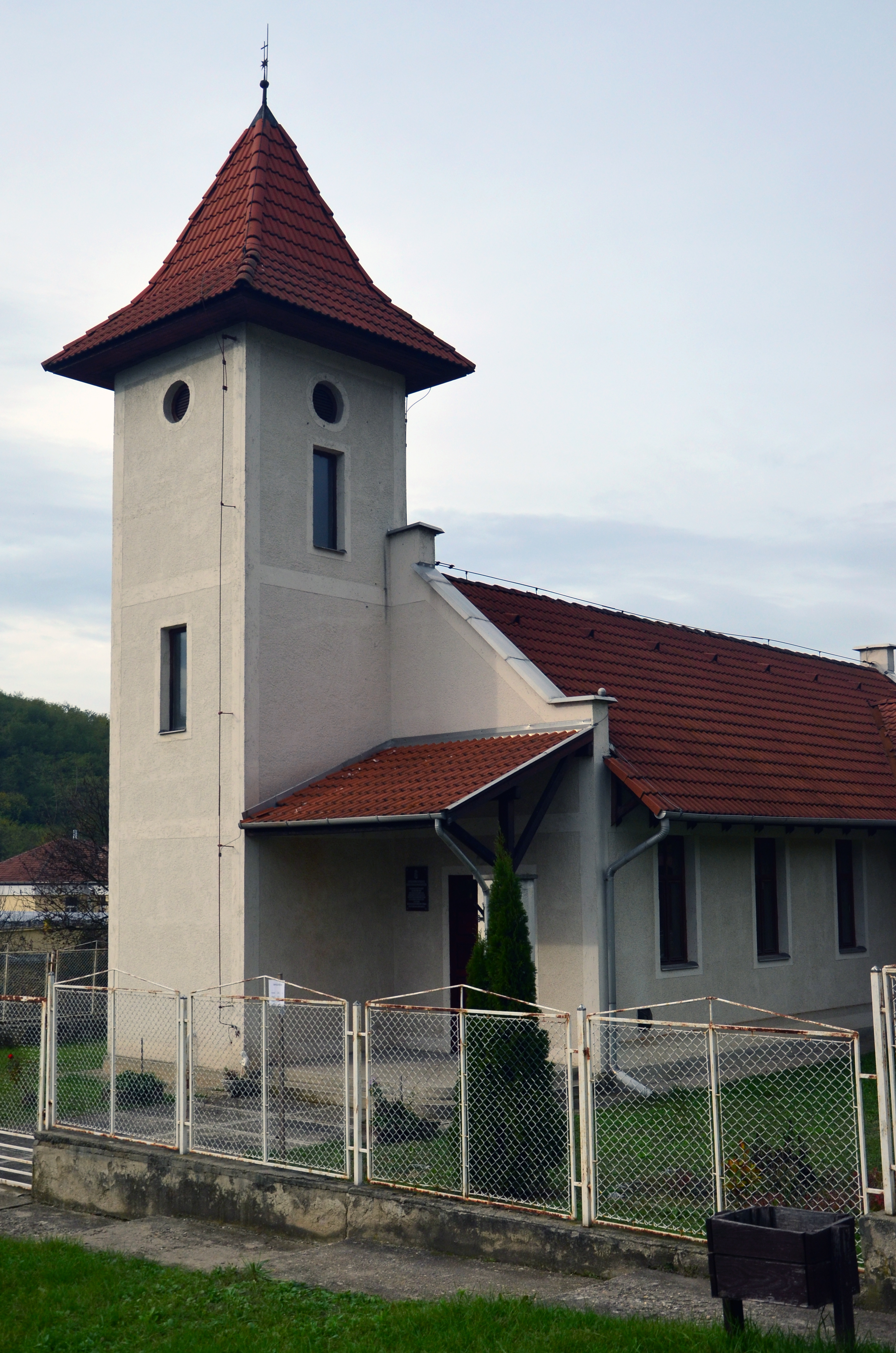
Ökumenische Kirche
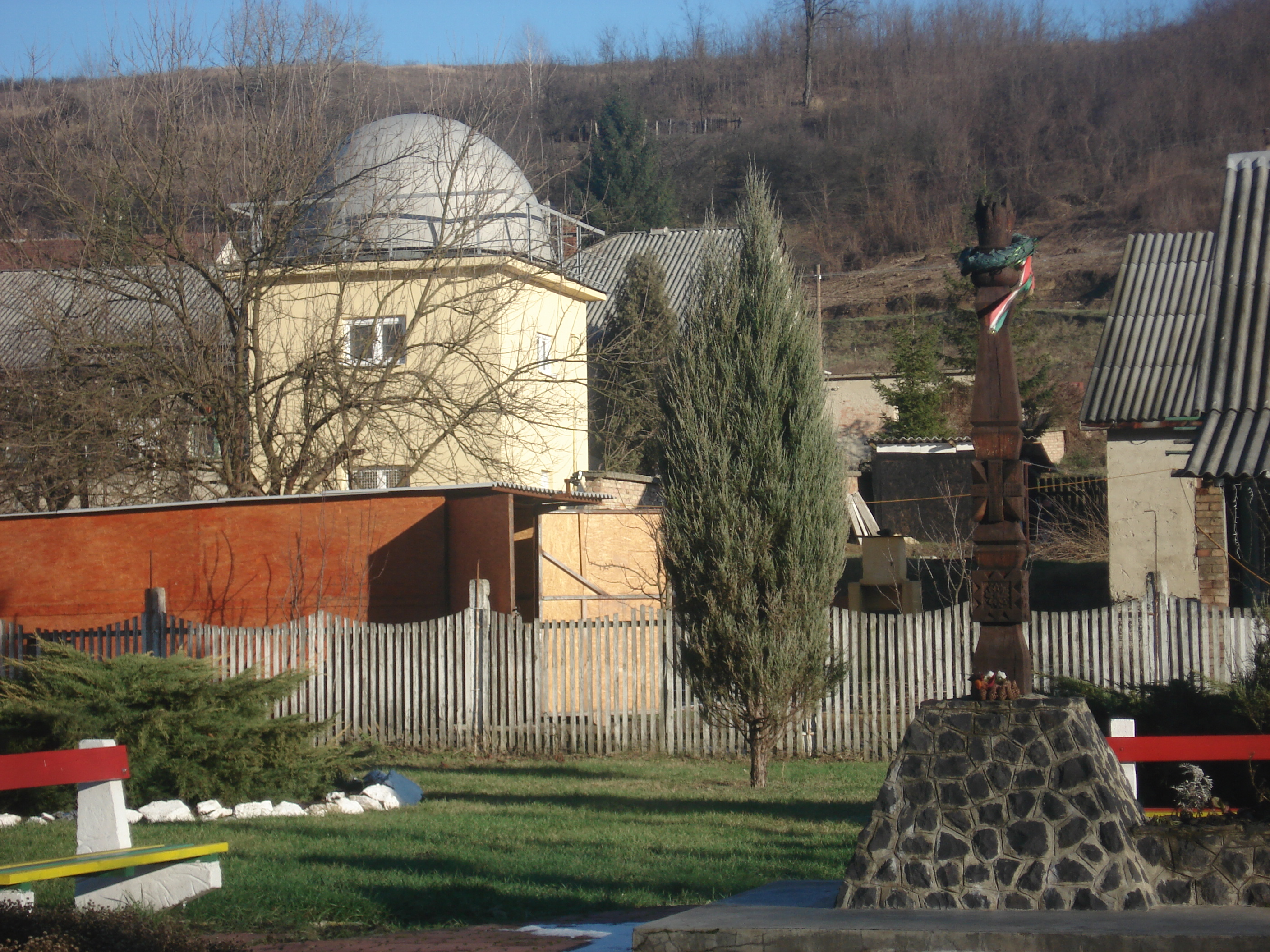
Sternwarte